# Choridactylus multibarbus
Choridactylus multibarbus är en fiskart som beskrevs av Richardson, 1848. Choridactylus multibarbus ingår i släktet Choridactylus och familjen Synanceiidae. Inga underarter finns listade i Catalogue of Life.